# 梅利娜·诺康迪
梅利娜·诺康迪（法語：Méline Nocandy，1998年2月25日—），法国女子手球运动员。她曾代表法国国家队参加2020年夏季奥林匹克运动会女子手球比赛，结果获得一枚金牌。